# ISO 3166-2:GT

Departamentos in Guatemala

Die Liste der ISO-3166-2-Codes für  Guatemala enthält die Codes für die 22 Departamentos.

Die Codes bestehen aus zwei Teilen, die durch einen Bindestrich voneinander getrennt sind. Der erste Teil gibt den Landescode gemäß ISO 3166-1 (für  Guatemala GT), der zweite den Code für das Departamento wieder.
Die aktuellen Codes stehen auf der Seite der ISO unter #iso:code:3166:GT zur Verfügung.

| Departamento   | Code  |
| -------------- | ----- |
| Alta Verapaz   | GT-16 |
| Baja Verapaz   | GT-15 |
| Chimaltenango  | GT-04 |
| Chiquimula     | GT-20 |
| El Progreso    | GT-02 |
| Escuintla      | GT-05 |
| Guatemala      | GT-01 |
| Huehuetenango  | GT-13 |
| Izabal         | GT-18 |
| Jalapa         | GT-21 |
| Jutiapa        | GT-22 |
| Petén          | GT-17 |
| Quetzaltenango | GT-09 |
| Quiché         | GT-14 |
| Retalhuleu     | GT-11 |
| Sacatepéquez   | GT-03 |
| San Marcos     | GT-12 |
| Santa Rosa     | GT-06 |
| Sololá         | GT-07 |
| Suchitepéquez  | GT-10 |
| Totonicapán    | GT-08 |
| Zacapa         | GT-19 |